# Liutprand de Bénévent
Pour les articles homonymes, voir Liutprand (homonymie).
Liutprand de Bénévent (né vers 735/740, mort après 759) est un duc lombard de Bénévent de 751 jusqu'à sa déposition en 758.

## Biographie
Liutprand est le fils de Gisulf II à qui il succède alors qu'il est encore mineur sous la régence de sa mère de noble famille, Scauniperga, et sous la protection du roi  Aistulf. Liutprand est majeur dès 755 mais il est déposé en 758 après un règne de huit ans et trois mois selon le Chronicon Salernitanum  par le roi Didier qui le remplace par un certain Arigis II qui appartenait peut-être à la lignée ducale, mais surtout qui avait épousé sa fille Adalberge. Liutprand avait soutenu la rébellion du duc Alboïn de Spolète contre Didier.